# Jacques Debronckart
Jacques Debronckart, né le 13 janvier 1934 à Chartrettes, en Seine-et-Marne, et mort d'un cancer le 25 mars 1983 dans le 7e arrondissement de Paris, est un chanteur français.

## Biographie
Au début de sa carrière, il chante d'abord en duo, avec Jacky Scala, avec lequel il écrit ses premières chansons, et avec lequel il débute sur scène, en 1953. Ils restent ensemble jusqu'en 1959. Plus tard, il est accompagnateur de Boby Lapointe et de Maurice Fanon, s'accompagnant sur scène au piano. 
En 1964, Georges Brassens décide de chanter trois mois à Bobino et il va intégrer dans ses premières parties de spectacle quatre chanteuses successivement auxquelles il donne une chance : Christine Sèvres, Michèle Arnaud, Barbara et Pia Colombo. Cette dernière est accompagnée à cette époque par un certain Jacques Debronckart au piano.
Il est aussi auteur-compositeur de comédie musicale telle que Les Aventures de Tom Jones, jouée au Théâtre de Paris. Il chante au Port du Salut, à l'Écluse et à Bobino, le music-hall de la Rive gauche. Il enregistre son premier 45 tours en 1965 et, en 1967, son premier 33 tours.
Jacques Debronckart est connu pour avoir composé des chansons pour Gribouille, Isabelle Aubret, Marie-Thérèse Orain et Christian Camerlynck.
Il est inhumé au cimetière des Batignolles, division 25 (Paris).

## Discographie
Tous ces albums sont des vinyles, 33 tours.

Il a écrit une centaine de chansons, parmi lesquelles :
- Adélaïde (1965) : « Quand le dernier verre se vide dans les bars d'Adélaïde, on a le cœur qui se vide aussi lorsque l'on pense au pays... »
- Au secours ! (1971)
- Chantez voix éraillées
- Dehors dedans (1966)
- Ils arrivent (1967)
- J'suis heureux[4] (1969)
- Je suis comédien (1969)
- Je suis je suis qu'est ce que je suis
- Je vis ! (1973)
- L'an 2000
- La Chanteuse
- La Jeunesse d'aujourd'hui
- La Religion[5]
- Le Boucher d'la rue d'Flandres
- Le Soldat de Fontenoy
- Les Quatre
- Ma mère était espagnole
- Mon petit frère et moi
- Mutins de 1917 (censuré en France en 1967)
- On m'appelle José
- Pitié pour le chanteur
- Toi qui nais cette année (1967)
- Tu es tout cela (1965)
- Un homme est debout (1976)
- Un, deux, trois ! (1982)